# Caisson Phoenix

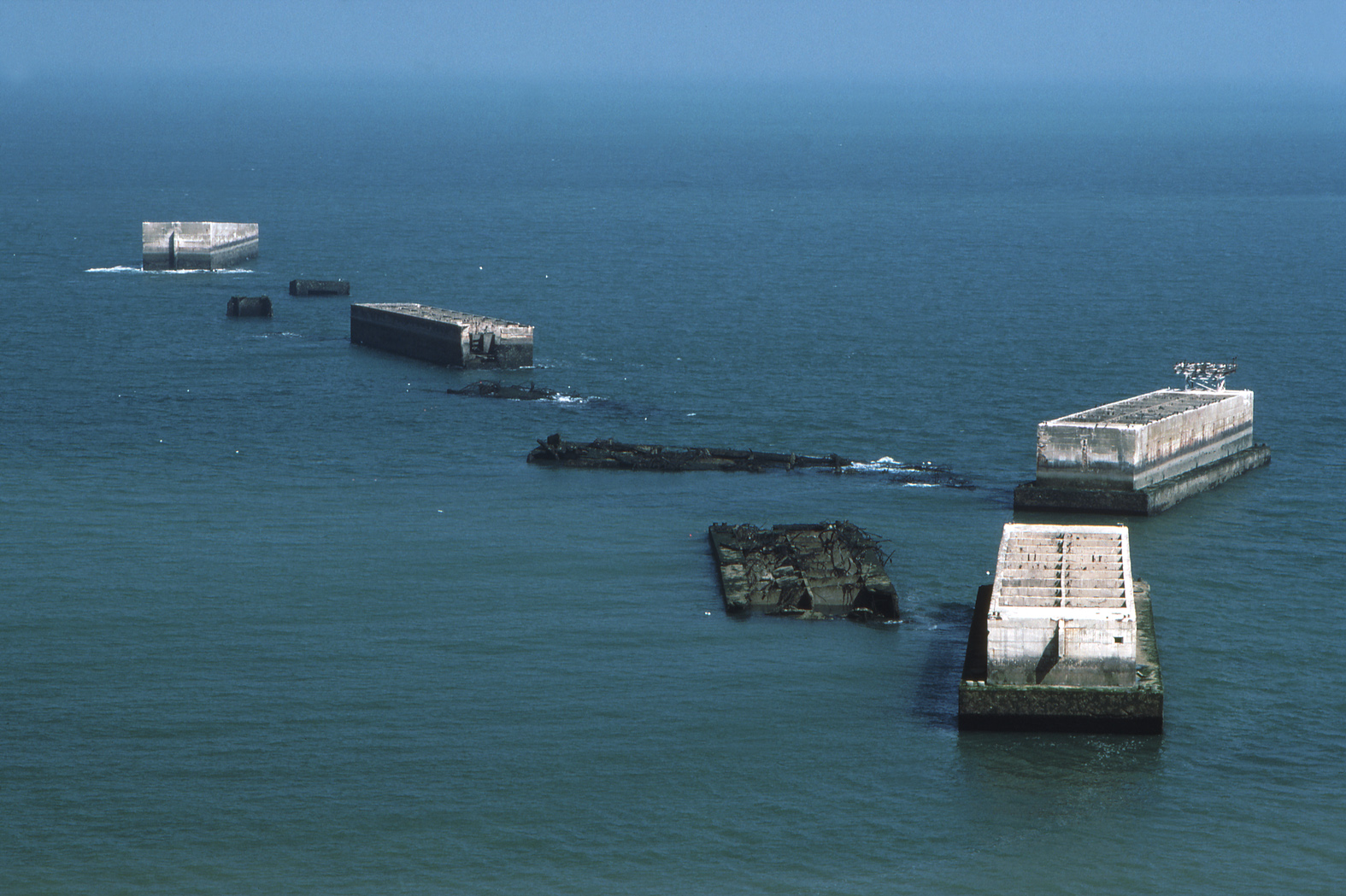
Port artificiel d'Arromanches.

Les « digues Phoenix » étaient des digues faites d'assemblages de caissons de béton armé (« Caissons Phoenix »), flottants, destinés à faire un port artificiel pour le débarquement allié en Normandie à la fin de la Seconde Guerre mondiale. 

## Histoire
Fin mai 1942, comme le montre une note à l'amiral Mountbatten (alors chargé de toutes les questions concernant la guerre amphibie), Winston Churchill songe déjà à un port artificiel à préparer et acheminer en mer pour un débarquement en France ; 
Les caissons des digues de Phoenix ont été construits dans le cadre des « ports artificiels Mulberry », assemblés dans le cadre du débarquements en Normandie. Ils ont été construits par des entrepreneurs en génie civil sur les côtes britanniques, puis rassemblés sur le littoral anglais à Dungeness et à Selsey avant d’être tractés en mer par des remorqueurs jusqu’outre-Manche en Normandie.
Plus de 200 caissons Phoenix ont ainsi été remorqués (pesant chacun 6 000 tonnes pour les plus gros), permettant de débarquer 5 000 000 d'hommes et 80 000 véhicules sur le territoire français à partir de la flotte de débarquement.
Pour cela les caissons ont été alignés pour former les digues du « Port Mulberry » (nom de code du port artificiel à construire sur la plage d’Arromanches), remplaçant ainsi les premiers navires dits « Gooseberry ».
D'autres caissons ont été apportés à l'automne 1944 pour renforcer la structure existante, afin que le port puisse être utilisé un peu plus longtemps que prévu.

## Caractéristiques techniques
Il existe six modèles de caissons Phoenix, les plus légers pesant 1 670 t et les plus gros plus de 6 000 t pour 70 m de long, 20 de haut et 15 de large.
Au total, 212 caissons ont été construits, ayant nécessité le travail de 20 000 ouvriers en 147 jours.

## Aujourd’hui
- Une paire de Phoenix subsiste dans le port de Portland ;
- Plusieurs « digues de Phoenix » sont encore utilisées en Grande-Bretagne : deux caissons font partie du port de Castletown à Portland Harbor et deux peuvent être plongés dans moins de 10 mètres d'eau au large de Pagham. Il y a aussi un plus petit caisson de Phoenix (Caisson de type C) au port de Langstone (Langstone Harbour)[2] ;
- On peut encore voir le reste d’un brise-lames Phoenix dans l’estuaire de la Tamise, au large de Shoeburyness (dans l’Essex). Il s'est cassé lors d’un remorquage depuis Harwich en juin 1944. Pour ne pas compromettre la sécurité maritime dans l'estuaire de la Tamise, il a été échoué sur la vase en limite nord du chenal de navigation dragué (à environ un mille de la plage). Il est presque recouvert à marée haute, mais il est surmonté d'un gyrophare pour avertir les navires de sa présence ;
- Aux Pays-Bas, quatre caissons Phoenix ont été utilisées pour combler une brèche dans la digue d’Ouwerkerk après l’inondation des eaux de la mer du Nord du 1er février 1953. Elles ont maintenant été converties en un musée consacré aux inondations, le Watersnoodmuseum. On peut traverser les quatre caissons.
- En France, sur les 115 caissons installés en 1944, les restes d'une vingtaine de caissons (âgés de 75 ans !) sont encore visibles en 2024 sur la plage d'Arromanches-les-Bains. Mais la mer continue son travail de destruction[4].
- En Bretagne dans le Finistère, à Crozon-Morgat, de grands caissons de béton armé, construits plus récemment (et beaucoup plus légers) ont servi durant plusieurs décennies aussi de brise lame protégeant le nouveau port de Morgat.